# 심슨 가족: 더 무비
《심슨 가족: 더 무비》(영어: The Simpsons Movie)는 《심슨 가족》을 원작으로 2007년에 제작된 극장판 애니메이션으로, 대한민국에서는 2007년 8월 22일에 개봉되었다.

## 줄거리 요약
프롤로그에서 심슨 가족은 영화관에서 영화를 보는데, 호머는 이 영화가 지루하게 느껴진다.
그 사이 스프링필드 근처 호수에서는 콘서트가 열렸다. 리드 싱어가 환경에 대해 언급하자 군중은 격노하여 밴드에게 투사체를 던지기 시작한다. 발사체 중 하나가 바지선을 분해하여 밴드가 호수에 떨어져 죽게 만든다. 이 사건에 대해 우려를 느낀 리사와 그녀의 친구 콜린은 세미나를 열고 마을 사람들에게 환경에 대해 더 공손하게 행동하도록 설득한다. 바트가 누드로 스케이트보드를 탄 혐의로 체포된 후, 호머는 마지의 반대에도 불구하고 돼지 한 마리를 차에 치여 구해 입양한다.
호머는 돼지와 자신의 분뇨를 사일로에 저장하고, 마지는 호머에게 사일로를 부지 밖으로 끌고 나가라고 명령한다. 호머는 분뇨가 가득 찬 사일로를 호수에 버려 대량 오염을 일으켰다. 환경 보호 기관은 시장에게 사고 사실을 보고하고, 시장과 시장들은 마을을 거대한 유리 돔 안에 봉쇄하여 주민들이 마을을 떠나지 못하도록 합의에 도달한다. 뉴스 제작진은 호머가 호수에 버린 사일로를 발견했고, 마을 사람들은 심슨 가족을 쫓기 위해 컬트를 형성했다. 심슨 가족은 매기의 모래상자 아래에 있는 싱크홀을 통해 탈출하고, 다른 마을 사람들은 뒤에 남는다. 심슨 가족은 결국 알래스카로 망명한다.
스프링필드가 황폐해지고 물자도 고갈되자 심슨 가족은 그곳으로 돌아가기로 다짐하지만, 호머는 자신의 과거 행동 때문에 마을 사람들이 자신의 가족에 등을 돌렸다고 생각하여 마음을 바꾸지 않는다. 호머는 주술사를 만나고, 주술사는 호머의 기분을 풀어주고 스프링필드로 돌아가는 데 동의한다. 나머지 심슨 가족은 경찰에 체포되어 마을로 다시 끌려왔고, 돔 안에 여전히 봉인되어 있었다.
시한폭탄이 돔 상단 중앙에 밧줄로 내려져 매달려 있어 주민들이 파멸에 이르게 된다. 호머는 밧줄을 내려 마을로 돌아와 탈출을 시도하는 사람들을 막지만, 실수로 폭탄을 맞춰 카운트다운 시간을 절반으로 줄인다. 호머는 가족과 화해하고 바트가 폭탄을 운반하는 가운데 오토바이에 탑승한다. 오토바이가 돔 벽을 따라 달려가자 바트는 돔 꼭대기에 있는 구멍에 폭탄을 던져 폭탄이 자유롭게 폭발하도록 했다. 그 결과 돔은 파괴되고 스프링필드는 사상자 없이 풀려났다. 마을 사람들은 호머를 용서하고 기업 구조 조정의 수단으로 마을 일부를 재건할 계획을 세운다.